# Черновская, Валентина Вениаминовна
Валентина Вениаминовна Черновская — российский востоковед; доктор исторических наук, профессор исторического факультета Ярославского государственного университета и Международного института экономики и права (Ярославский филиал). Автор исследований по новой и новейшей истории арабских стран и Индии.

## Некоторые статьи

### Мусульмане России
- Мусульмане Ярославля. — Ярославль: ДИА-пресс, 2000. — 223 с. — 1000 экз.
- Мусульмане Ярославля: начало консолидации и самосознания (1905—1917)
- Мусульманская община в Ярославле как проблема стабильности и конфликта в российской провинции
- Метрические тетради Ярославской соборной мечети, как источник изучения махалли (1907—1917 гг.)
- Школа при Ярославской соборной мечети: прошлое и настоящее
- Нижегородец Махмуд Юсупов — первый имам Ярославской мечети. — Нижний Новгород: НИМ «Махинур», 2007.
  - Нижегородец Махмуд Юсупов — первый имам ярославской мечети (1878—1922): к 230-летию со дня рождения / под общ. ред. Д. В. Мухетдинова. — Нижний Новгород: Медина, 2008. — 36 с. — (Жизнь замечательных земляков; вып. 5) — ISBN 978-5-9756-0049-3.
- Шейх Мухаммед ат-Тантави (1810—1861)
- Кавказцы в этноконфессиональной структуре Ярославля // Диаспоры. — 2001. — № 1.
- Хусаин Фаизхани и мусульманские просветители в России
- Ярославская соборная мечеть. К 100-летию. — 2010.

### Индия
- Национально-этнические проблемы независимой Индии: [Учебное пособие] / Черновская Валентина Вениаминовна; Кол. авт. Ярославский государственный университет им. П. Г. Демидова. — Ярославль: Б/и, 1993. — 55 c. — ISBN 5-230-18244-X.
- Бхаратия джаната парти (БДП) и индийское бизнес-сообщество
- Начало «биографии» индийского капиталиста: кастово-религиозная специфика // Вестн. Моск. ун-та. Сер. 13, Востоковедение. — 1996. — № 4. — С. 13—25.
- Социальный портрет руководителя крупной компании в Индии // Восток. — 1995. — № 4.
- Промышленное предпринимательство в Индии (социально-историческое исследование). Автореферат докт. ист. наук. — М., 1995.
- Малый промышленный бизнес в Индии // Восток. — 1997. — № 1.
- Предпринимательские организации и гражданское общество в Индии и России // МЭМО. — 1997. — № 2.
- Механизм неформального политического влияния индийских предпринимателей // Политические отношения на Востоке: общее и особенное. — 1990. — C. 123—137.
- Корпоративный сектор Индии в условиях независимоси // Россия и окружающий мир: контуры развития. Вторые Павловские чтения 1995 г. — 1996.
- О книге и её авторе // Лебедев Г. С. Беспристрастное созерцание систем Восточной Индии брагменов, священных обрядов их и народных обычаев. — Ярославль: Академия развития, 2009. — С. 1—27. — 128 с. — 1000 экз. — ISBN 978-5-7797-1297-2.

### Африка
- Офицерский корпус Египта как социальная группа (1850—1952 гг.) // Народы Азии и Африки. — 1957. — № 3.
- Формирование египетской интеллигенции в XIX — первой половине XX в. — М.: Наука, 1979. — 162 с.
- Студенчество в Нигерии // Азия и Африка сегодня. — 1986.
- Внепартийные организации капиталистов в политической жизни Индии и Нигерии // Буржуазные партии и политическая борьба в странах Востока. — 1987. — С. 71.

### Прочее
- Предпринимательские организации в политической жизни // Азия и Африка сегодня. — 1984. — № 2. — С. 10—13.
- Развивающийся мир: глобализация или регионализация? / Пефтиев Владимир Ильич, Черновская Валентина Вениаминовна // Мировая экономика и международные отношения. — 2000. — № 7. — С. 39—47.
- Есть ли будущее у третьего мира // Мировая экономика и международные отношения. — 2000. — № 7. — 1 п. л.
- Раздел в книге: Гражданское общество. Мировой опыт и проблемы России. — М., 1998. — 1 п. л.
- (в соавторстве). Материалы дискуссии «Судьба третьего мира» // Мировая экономика и международные отношения. — 1999. — № 6. — 0,8 п. л.